# Lîcivka, Volociîsk
Lîcivka (în ucraineană Личівка) este un sat în comuna Șmîrkî din raionul Volociîsk, regiunea Hmelnîțkîi, Ucraina.

## Demografie
Componența lingvistică a localității Lîcivka
     Ucraineană (98,49%)
     Rusă (1,2%)
     Alte limbi (0,3%)
Conform recensământului din 2001, majoritatea populației localității Lîcivka era vorbitoare de ucraineană (98,49%), existând în minoritate și vorbitori de rusă (1,2%).